# 剑齿丽鱼属
劍齒麗魚屬，是條鰭魚綱䲁形目麗魚科下的一個屬。

## 分類
本屬屬於褶唇麗魚亞科，目前被認可的種如下：
- 紅劍齒麗魚 Spathodus erythrodon
- 馬氏劍齒麗魚 Spathodus marlieri